# Guerilla Asso
Guerilla Asso ist ein im Jahr 2004 gegründetes französisches Plattenlabel aus Paris, das seither hauptsächlich Bands aus den Genres Punk, Hardcore Punk und Ska-Punk unter Vertrag nimmt und verlegt.

## Veröffentlichungen (Auswahl)
- Les Cadavres – Au Terminus De L'Histoire (2013)
- Coquettish – High Energy Politics (2005)
- Guerilla Poubelle – Il Faut Repeindre Le Monde ... En Noir (2005)
- P.O. Box – Detour(s) (2011)
- Versus You – Worn and Loved (2019)